# Praga E-41
Praga E-41 byl československý školní dvouplošník, vyráběný letadlovým oddělením Praga společnosti Českomoravská-Kolben-Daněk (ČKD). Letadlové oddělení v ČKD bylo založeno v roce 1929, kdy z Avie přišli konstruktéři Pavel Beneš a Miroslav Hajn, a hned v roce 1931 představilo tři velmi úspěšné letouny, školní Praga BH-39 (E-39), cvičný Praga BH-41 (E-41) a stíhací Praga BH-44 (E-44).

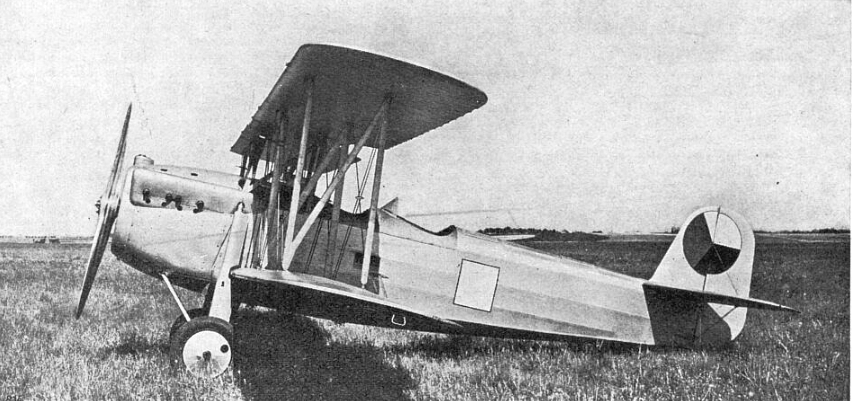
Praga BH-41/Praga E-41 (Letectví, červenec 1931)

## Vznik a vývoj
Ministerstvo národní obrany mělo v roce 1930 k dispozici větší množství licenčních motorů Hispano-Suiza 8Fb o výkonu 300 koní, a proto vzneslo požadavek na zkonstruování cvičného letounu pro pokračující výcvik, který by nesl právě tento motor. Zvítězila konstrukce firmy Praga, navržená inženýry Benešem a Hajnem, jež dostala označení BH-41 (E-41). Původní vojenské označení E-1 reflektovalo to, že letoun byl přijatý do výzbroje letectva jako první konstrukce společnosti Praga, později došlo k převzetí čísla shodného s typovým označením výrobce E-41. Letoun byl zalétán 15. září 1931.
Vítězný letoun ze soutěže MNO Praga BH-41 byl určen pro pokračovací cvičné lety v normální i bez vnější viditelnosti (noční létání bez vidu), tedy podle přístrojů. V tomto případě létal s neprůhledným sklopným krytem nad sedadlem pilotního žáka. Vysoký bezpečnostní násobek i vhodné letové vlastnosti dovolovaly provádět i v plném obsazení dvěma piloty veškerou akrobacii. Přijetím letounu BH-41 byla zajištěna i vhodná návaznost výcviku, protože pilotní žáci se základním výcvikem na Praga E-39 mohli pokračovat na BH-41 s příbuznými vlastnostmi.:s.163
Zkoušky prototypu BH-41 ve Vojenském technickém a leteckém ústavu (VTLÚ) byly zahájeny 15. září 1931. BH-41 byl porovnáván s letouny Letov Š-25 a Aero A-46. Zkoušky pro BH-41 byly úspěšné a MNO objednalo sérii 43 letadel. Byl vyráběn v malých sériích od roku 1931.:s.163 V ČKD byl vyroben pouze prototyp. Výroba sériových 43 letounů byla provedena ve Vojenské továrně na letadla Letov.
MNO projevilo zájem o další dodávky, avšak úvodní sérií typu E-41 byly kompletně spotřebovány zásoby motorů Škoda HS 8Fb (licence Hispano-Suiza 8Fb) pocházející z 20. let a tak bylo nutné vybrat vhodnou náhradu. V prototypu vznikla verze E-141 (vojenské označení prototypu 22 S) se vznětovým motorem ZOD-260. Zkoušky byly zahájeny až 4. prosince 1936, protože motor přišel do Pragy opožděně.  Motor ZOD-260 byl zjevně nevydařený a vývoj prototypu dále nepokračoval. Verze E-141 nebyla tedy přijata do sériové výroby. Ing. Jaroslav Šlechta proto pro modernizaci E-41 vybral Walter Pollux II a modernizovaná varianta bylo označena jako Praga E-241.

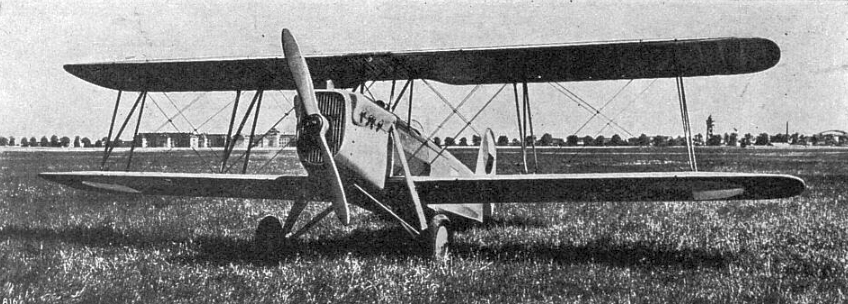
Praga BH-41/Praga E-41 (Letectví, červenec 1931)

## Popis letounu
Šlo o robustní dvouplošník smíšené konstrukce. Byl to dvoumístný letoun s převážně dřevěnou konstrukcí a pevným podvozkem. Všechny větší hmoty byly soustředěny co nejvíce těžišti, čímž bylo dosaženo jeho velké obratnosti. Potah kostry letounu byl vesměs z plátna, vodorovné ocasní plochy byly potaženy dýhou. Křídla byla ze dřeva s kovovým vnějším i vnitřním vyztužením. Křidélka byla pouze na spodním křídle. Podvozek širokého rozchodu byl svařen z ocelových trubek.
Letoun byl osazen kapalinou chlazeným osmiválcovým vidlicovým motorem Škoda-HS 8Fb, který poháněl dvoulistou, nestavitelnou, dřevěnou vrtuli. Hlavní benzinová nádrž byla umístěna pod sedadly pilotů na spodku letadla. Plochu baldachýnu tvořila rezervní spádová, palivová nádrž. Stroj byl uzpůsoben i pro noční létání. Do služby v československém letectvu byl letoun E-41 zaveden roku 1931 a celkem bylo vyrobeno 43 strojů této verze.

## Použití
Letouny E-41 a E-241 se v československém letectvu osvědčily. Byly využívány ve cvičných letkách u všech leteckých pluků a také ve Vojenském leteckém učilišti (VLU) od roku 1931 až do března 1939. Po zániku Česko-Slovenska zůstaly na Slovensku tři E-41 (a 14 E-241).

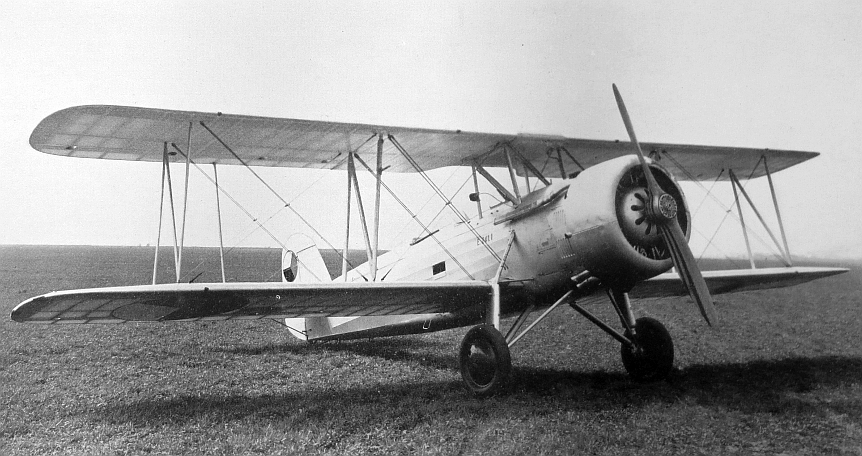
E-241 s motorem Pollux

## Varianty
- E-41 - Původní verze s osmiválcovým vidlicovým leteckým motorem Škoda HS-300 (licenční Hispano-Suiza 8Fb). Ve výrobě 1931-1932
- E-141 - Prototyp verze se vznětovým devítiválcovým hvězdicovým motorem Zbrojovka ZOD-260 (1936)
- E-241 - Sériová varianta s devítiválcovým hvězdicovým motorem Walter Pollux II. Ve výrobě 1936-1937
- E-341 - Projekt verze s devítiválcovým hvězdicovým motorem Avia Rk-17, který zůstal nerealizovaný[1]

## Uživatelé
- Československo
  - Československé letectvo
- Německá říše
  - Luftwaffe
- Slovensko
  - Slovenské vzdušné zbraně

## Specifikace

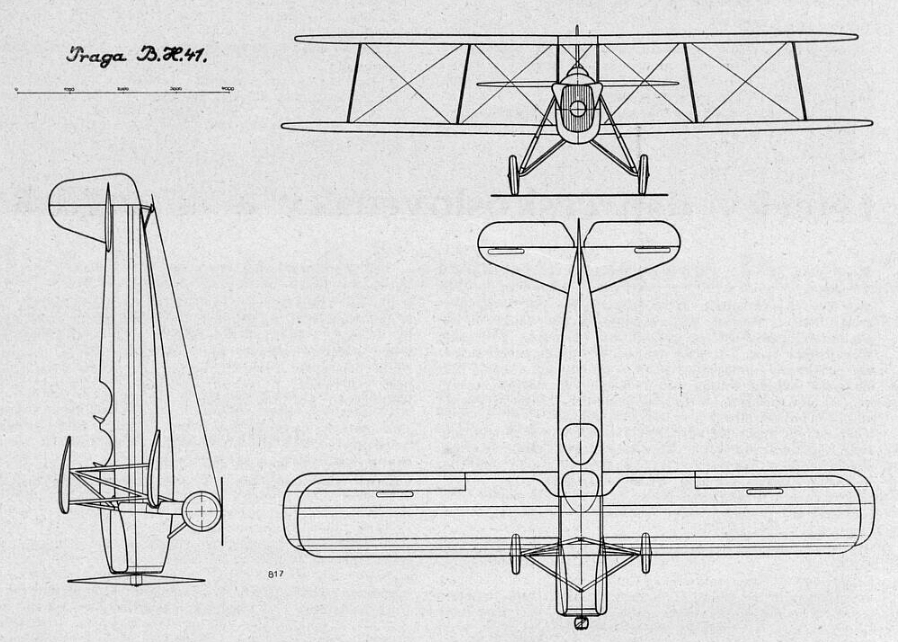
Praga BH-41 skica (Letectví, červenec 1931)

Údaje podle

### Technické údaje
| Typ                             | E-41               | E-141        | E-241              | E-341        |
| ------------------------------- | ------------------ | ------------ | ------------------ | ------------ |
| Rok zavedení                    | 1931               | prototyp     | 1936               | projekt      |
| Posádka                         | 2                  | 2            | 2                  | 2            |
| Rozpětí (m)                     | 11,15              | -            | 11,15              | -            |
| Délka (m)                       | 7,72               | -            | 8,30               | -            |
| Výška (m)                       | 3,05               | -            | 3,05               | -            |
| Nosná plocha (m2)               | 29,40              | -            | 28,56              | -            |
| Plošné zatížení (kg/m2)         | 46,8               | -            | 50,00              | -            |
| Hmotnost prázdného letounu (kg) | 1027               | -            | 1185               | -            |
| Vzletová hmotnost (kg)          | 1370               | -            | 1570               | -            |
| Typ motoru                      | Škoda HS 8Fb       | ZOD-260      | Walter Pollux II   | Avia Rk 17   |
| maximální výkon motoru          | 228 kW/310         | 220 kW/300 k | 331 kW/450 k       | 309 kW/420 k |
| nominální výkon motoru          | 220 kW/300 k       | 191 kW/260 k | 250 kW/340 k       | 265 kW/360 k |
| Vrtule                          | dvoulistá, dřevěná | -            | dvoulistá, dřevěná | -            |

### Výkony
| Typ                            | E-41          | E-141 | E-241         | E-341 |
| ------------------------------ | ------------- | ----- | ------------- | ----- |
| Maximální rychlost (km/h)      | 220           | -     | 245           | -     |
| Cestovní rychlost (km/h)       | 180           | -     | 190           | -     |
| Přistávací rychlost (km/h)     | 75            | -     | 85            | -     |
| Dostup (m)                     | 4800          | -     | 5700          | -     |
| Čas výstupu (min) na výšku (m) | 14´ do 3000 m | -     | 11´ do 3000 m | -     |
| Dolet (km)                     | 650           | -     | 600           | -     |
| Vytrvalost                     | 4,3´ h        |       | 4,7´ h        |       |

#### Související vývoj
- Praga BH-39
- Praga BH-44
- Praga E-241

#### Srovnatelná letadla
- Aero A-46
- Letov Š-25